# Gravelbourg (circonscription saskatchewanaise)
Pour les articles homonymes, voir Gravelbourg.
Circonscription électorale provinciale du Canada
Gravelbourg est une ancienne circonscription électorale provinciale de la Saskatchewan au Canada. Elle est représentée à l'Assemblée législative de la Saskatchewan de 1921 à 1975.

## Liste des députés
| Parlement                                           | Années      | Député              | Député                          | Parti         |
| Gravelbourg                                         | Gravelbourg | Gravelbourg         | Gravelbourg                     | Gravelbourg   |
| --------------------------------------------------- | ----------- | ------------------- | ------------------------------- | ------------- |
| 5e                                                  | 1921–1925   |                     | William James Cummings          | Indépendant   |
| 6e                                                  | 1925-1929   |                     | Benjamin Franklin McGregor (en) | Libéral       |
| 7e                                                  | 1929–1934   |                     | Benjamin Franklin McGregor (en) | Libéral       |
| 8e                                                  | 1934–1935   |                     | Benjamin Franklin McGregor (en) | Libéral       |
| 8e                                                  | 1935-1938   | E. M. Culliton (en) |                                 | Libéral       |
| 9e                                                  | 1938–1944   | E. M. Culliton (en) |                                 | Libéral       |
| 10e                                                 | 1944–1948   |                     | Henry Edmund Houze (en)         | CCF           |
| 11e                                                 | 1948–1951   |                     | E. M. Culliton (en)             | Libéral       |
| 11e                                                 | 1951-1952   |                     | Edward H. Walker                | CCF           |
| 12e                                                 | 1952–1956   |                     | Edward H. Walker                | CCF           |
| 13e                                                 | 1956–1960   |                     | Lionel Philias Coderre (en)     | Libéral       |
| 14e                                                 | 1960–1964   |                     | Lionel Philias Coderre (en)     | Libéral       |
| 15e                                                 | 1964–1967   |                     | Lionel Philias Coderre (en)     | Libéral       |
| 16e                                                 | 1967–1971   |                     | Lionel Philias Coderre (en)     | Libéral       |
| 17e                                                 | 1971–1975   |                     | Reginald John Gross (en)        | Néo-démocrate |
| Circonscription abolie, voir Assiniboia-Gravelbourg |             |                     |                                 |               |